# ばってん荒川
ばってん 荒川（ばってん あらかわ、1937年〈昭和12年〉2月8日 - 2006年〈平成18年〉10月22日）は、熊本県や福岡県・長崎県を中心に九州地方で長年に渡り活躍した肥後にわか役者、ローカルタレント、演歌歌手、舞台役者。
本名は米嵜 一馬（よねざき かずま）。常用漢字でないことから米崎 一馬とも記される。熊本県熊本市出身。
戦後、存続が危ぶまれた肥後にわかを復活させ、支えたことから「肥後にわかの巨匠」と評され、九州では佐賀の筑紫美主子と並ぶ「にわか芸の大家」として知られた。

## 人物

### 芸歴
- 実父は漫才師の荒川九州男（あらかわ くすお）で、身ごもった母を置いて東京へ出奔。その後に二度目の“父”ができ、養父との確執から少年院に入るなど荒れた少年時代だった。中学卒業後は様々な職を転々とした後に実父と同じ芸能界へ入ることを決意。1955年、熊本県の郷土芸能「肥後にわか」の劇団「ばってん組」に入団。翌年に「お米ばあさん」（本人曰く、お米は本名が米崎だからつけた）のキャラクターで活躍するようになり、肥後ばってんから、ばってん荒川に改名した。「ばってん劇団」の団長で、“がね政”ことばってん太郎（本名・西村良吉）とコンビを組んでいた。芸名が当初肥後ばってんであった理由は、父から『一人前になるまで荒川の名を芸名に入れるのは許さぬ』というお達しがあったため。なお「ばってん劇団」出身のばってん城次は荒川の遺志を受け継ぎ肥後俄師・タレントとして活動している。
- 主に和服姿の扮装と、軽妙な熊本弁でのしゃべりで、「肥後にわか」の中心的人物として人気を集めた。老女の役は18歳の頃から始めたという。
- ラジオ熊本（現・熊本放送〔RKK〕）のラジオ番組「名店会アワー 肥後にわか」で放送メディアでデビューする。そのときの台詞は「あー」の一言だけだった。
- 1968年、熊本市上通町に演芸酒場「お米」を開店し、オーナーとなる。1975年、「お米」の事務員の女性と結婚し、3人の子供を育てる。
- 過去に何度か自殺未遂騒動を起こしたこともあった。
- 1970年に「火の国一代」でのレコードデビューがきっかけで活動の場を福岡県にも広げる。福岡、熊本のテレビ、ラジオを中心にマルチタレントとして活躍し、ドキュメンタリー番組のナレーターを務めることもあった。1970年代後半には、全国朝日放送（現・テレビ朝日）系『みごろ!たべごろ!笑いごろ!』に出演、伊東四朗らと電線音頭を踊るなどして全国にも名を売ったが[1]、その後は自身の原点である九州の舞台と、福岡・熊本でのテレビやラジオへの出演にこだわり続け、めったなことがない限り東京で仕事することはなかった。ビートたけしなど大物芸人から東京を拠点とした活動を勧められたが「余計な仕事はしたくない」と断ったともいわれる。そのたけしとは浅草の演芸場時代に縁があるらしく、たけしが頭を下げて挨拶をする数少ない芸人の内の一人と言われた。
- テレビ・ラジオにお米ばあさんとして出演の際はほぼ女装していたが、レコードやCDのジャケットなど歌に関しては男装で演じていた。そのため、かつてはお米ばあさんの扮装が女装だと知らなかった人も多く、ファンである壮年男性からプロポーズされたこともあった。

### 闘病から死去前後
- 2006年3月から糖尿病治療のために芸能活動を休止。その後もレギュラーで出演していたKKT「テレビタミン」とRKKラジオ「ばってん荒川 ぴら〜っと登場!」の2006年5月29日放送分に出演する[2]などして復帰が期待されたが、同年10月22日午前11時23分、熊本市内の病院で膀胱癌による心不全のため亡くなった。69歳没。
  - ローカル局だけでなく、キー局のニュースでも取り上げられ、あまりにも急な死であったため、驚きの声が多数上った。
  - 奇しくもその日の午後のRKKテレビでは、ばってんが出演を予定していた、熊本城での「くまもと秋のお城祭り」のステージの様子が録画放送されていた（ばってんの代役は新沼謙治）。
- 死去の翌日の2006年10月23日（月）は、上記「テレビタミン」の週第1日目、「ばってん荒川 ぴら〜っと登場!」の週1回の放送日に当たっており、両番組とも追悼特集を組んだ。
  - うち「テレビタミン」の追悼特別番組（上野聡行の司会で、番組MCの本橋馨と村上美香、番組出演者で後輩芸人でもあるばってん城次が出演）では、「本人も辛気臭かとは好かっさんだったけん（辛気臭いのはきらいだったから）」と、過去に放送された「爆笑映像」や故人の芸風や人柄をしのばせる思い出話を中心に、出演者一同つとめて明るく進行していたが、上記2006年5月29日同番組にサプライズ出演した際の映像が紹介された際、その明るい表情の裏での闘病生活を知っていたばってん城次は、映像を見ながら思わず「きつかったろなあ」と男泣きした。
- 2006年10月24日に熊本市内の葬儀場で行われた葬儀・告別式には、ビートたけし、たけし軍団、北島三郎、西川きよし、市原悦子、天童よしみら東京・関西の大物芸能人や水前寺清子、八代亜紀、石川さゆり、原田悠里、コロッケ、井手らっきょら熊本県出身の有名芸能人から供花が贈られた。弔辞は、長年テレビ・ラジオで共演した熊本ローカルタレントの後輩・大田黒浩一が読み上げた。大田黒は、遺影に向かって「（逝くのが）早か」と絶叫した。そして、歌手としての代表曲「帰らんちゃよか」を、熊本出身の演歌歌手・島津亜矢が遺影の前で熱唱した。
- 熊本県の潮谷義子知事（当時）は、荒川の死去から1ヶ月を過ぎた2006年11月29日の会見で、荒川に「熊本県地域文化特別功労賞」を贈呈することを発表した。半世紀にわたってテレビ・ラジオなどのメディアで熊本弁を世間に広めたのと、「肥後にわか」の普及など地域文化の発展に貢献したのが賞を贈る理由となった。

## エピソード
- 完璧に老女になりきるため、老女の動作や所作を研究していた。その研究の中には「女湯にいる老人をのぞく」というものもあった。しかし、のぞきが見つかり注意されると「俺は勉強のためお婆さんだけを見ているんだ」と反論したらしいが、「お婆さんも女だ」とやり込められたらしい。
- 博多華丸が、ものまね芸の代表的レパートリーとして演じていることでも知られる。
- 江頭2:50（佐賀県神埼郡千代田町出身）は、ばってん荒川が好きだったためデビュー当時は「バッテン江頭」の芸名を名乗っていた。
- デビュー40周年の祝いに、ファンがパチンコ玉を持ってきた程、荒川のパチンコ好きは有名。「チマチマ打つな」「引き際が肝心」と口にしていたが、あまり勝ってはいなかったようである。
- 世話好きとして知られ、後輩などをよく飲みに連れて行った。お金が足りない時のために、いつでも質屋に行けるよう、時計は常に高級なものを付けていた。
- 番組中で自分のモノマネをしている博多華丸と共演。互いにネタを披露しあった。
- 西原理恵子は自身のキャラクターである毎日かあさんの造型の際に意識したのが、ばってん荒川、青島幸男が演じたいじわるばあさんの二人だと発言している。
- 菊池市（旧：菊池郡泗水町）にある公立菊池養生園診療所の名誉園長である竹熊宜孝が大学生の頃、送別会で芝居をするために当時劇団の団員だった荒川に演技指導をしてもらったことがある。

### 闘病中のエピソード
大田黒浩一は2006年2月位に一緒に仕事をした時、足はパンパンに腫れ上がり、「もう俺はダメばい、声が出らん‥」と荒川が弱音を吐く姿を初めて見たという。だがステージに立つと元気に跳ね回ったという。またテリー伊藤は「やせ細りカツラを被るとガタガタになっていたが、カメラが向くと笑顔を見せていた」と「スッキリ!!」（日本テレビ系）で明かした。

## 出演

### テレビ

#### レギュラー出演
- ばってん荒川・大田黒浩一の熱血ジャゴー座只今参上!（RKKテレビ）
- テレビタミン（KKT月曜）
- TVQふるさとのど自慢→おじゃ町テレビ（TVQ九州放送）
- みごろ!たべごろ!笑いごろ!（NET→テレビ朝日）
- およねの農事メモ→およねのコケコッコー（RKKテレビ、毎週土曜7:15～7:30、大田黒浩一が引き継ぎ、2007年1月より『浩一のがまだせ!熊本』として続行）
- マキシンの東芝ハレハレ555（KBCテレビ） - 審査員

#### ゲスト出演（主なもの）
- 特警ウインスペクター 第44話『一日だけの晴舞台』（テレビ朝日） - 米山米吉役
- 新・二人の事件簿 暁に駆ける!（朝日放送）
- 水戸黄門 第20部 第16話（TBS） - めしやの女将役
- 裸の大将（関西テレビ、1993年）第59話「清が誘拐されサァ大変」小倉屋台の女将役
- お笑いマンガ道場（中京テレビ） - 出題者として
- おーい、ニッポン きょうはとことん熊本県（NHK衛星第2、2000年）
- 土曜ワイド劇場「ラーメン刑事「龍」の殺人推理 3」（ABC、2002年） - およね

### ラジオ
- ばってんさん出番ですよ（KBCラジオ）
- ばってんさんの歌謡広場→ばってんのふれあい天国（KBCラジオ、土曜14:20～14:50頃、英太郎が引き継いだ）
- とび出せ160!（RKKラジオ）
- お笑い軍団参上!どっとどっとの60分（RKKラジオ）
- ばってん荒川 ぴら〜っと登場!（RKKラジオ、月曜20:00～21:00、共演者二人により、2006年11月より「ラジオおもしろ肥後狂句工房」として続行）

### 広告
- ニッコウ住建
- まるいち
- 司ロイヤルホテル
- 博多くいだおれ
- くすりの九友会
- 大洋漁業・マルハベビーハム
- 丸美屋・トントンとうふ
- 明治乳業・うまか棒
- サンヨー食品・九州ラーメンよかとん
- エバラ食品工業・から揚げの素 とりっ子
- ホワイト急便（テレビ熊本ローカル）
- VISAカード
- 槙野畳製作所（岡山・香川地区）
- 南商事・甘酒アイス
- ACジャパン「あんた、バッテン!」（1999年）

以下は最晩年に出演していたもの。これらが最後のCM出演とされる。
- ケーブルステーション福岡
- 業務スーパー
- 天然江津湖温泉 ばってんの湯（熊本）
- ビッグバン (ディスカウントストア)（宮崎）

### 映画
- あつい壁（1970年）
- トラック野郎・男一匹桃次郎（1977年 東映）
- 代打教師 秋葉、真剣です!（1991年 東映）
- 静かなるドン（2000年 ケイエスエス) - 新大久保打蔵
- トリック劇場版2（2006年6月10日、東宝） - 選挙ポスター写真

## 代表曲
- 火の国一代（デビュー曲。10万枚以上を売り上げた[3]）
- 火の国旅情（1976年）
- 草千里
- お米さん（KBCラジオ『ばってん荒川のふれあい天国』で長年に渡りオープニングテーマとして使用）
- 屋台
- 九州まつり唄（2011年、NHK総合テレビ『サラリーマンNEO Season6』のコント「博多よかばい食品物語」のテーマ曲としてこの曲が使われた）
- つらいもんだね（1998年）
- 帰らんちゃよか（1998年、同郷のシンガーソングライター・関島秀樹が歌う「生きたらよか」のカバー。後に同郷である島津亜矢が再カバーし、告別式の際には関島のギター生演奏にて熱唱した）
- ピンコロルンバ（2004年、女優・石井トミコと「ピンコロズ」として発売。ピンピンコロリを主題にした楽曲）

## 著書
- ばってん荒川のあんたがた甘えちゃおらんかい（山手書房、1983年）
- 芸ひと筋（熊本日日新聞社、1996年）